# In Search of the Miraculous
In Search of the Miraculous je studiové album Johna Zorna. Jeho nahrávání probíhalo od září do října 2009 a vyšlo v únoru následujícího roku u vydavatelství Tzadik Records.

## Seznam skladeb
Autorem všech skladeb je John Zorn.
| Pořadí | Název                             | Délka |
| ------ | --------------------------------- | ----- |
| 1.     | Prelude: From a Great Temple      | 4:15  |
| 2.     | Sacred Dance (Invocation)         | 4:47  |
| 3.     | The Book of Shadows               | 5:13  |
| 4.     | Affirmation                       | 5:04  |
| 5.     | The Magus                         | 9:08  |
| 6.     | Hymn for a New Millennium         | 5:31  |
| 7.     | Journey of the Magicians          | 4:02  |
| 8.     | Mythic Etude                      | 7:27  |
| 9.     | Postlude: Prayers and Enchantment | 5:58  |

## Obsazení
- Shanir Blumenkranz – baskytara
- Rob Burger – klavír, varhany
- Greg Cohen – kontrabas
- Ben Perowsky – bicí
- Kenny Wollesen – vibrafon[2]